# William Joseph Rainbow
William Joseph Rainbow (ur. 1856, zm. 21 listopada 1919) – australijski arachnolog i entomolog angielskiego pochodzenia.
William urodził się w 1856 w angielskim Yorkshire. W 1873 przeprowadził się z rodzicami na Nową Zelandię, gdzie pracował w redakcji Wanganui Herald. W 1883 zamieszkał w Sydney, gdzie pracował w redakcjach takich czasopism jak Daily Telegraph, Sydney Morning Herald i Evening News, a następnie w Government Printing Office. Pracę tę porzucił w 1895 na rzecz posady entomologa w Australian Museum.
W ramach prac badawczych Rainbow zajmował się głównie pająkami Australii i Oceanii, ale obejmowały one także liczne rzędy owadów, jak pluskwiaki, chrząszcze, motyle, straszyki czy pchły oraz wije. Opisał około 200 nowych gatunków pająków. Jest twórcą pierwszego katalogu australijskich pająków A Census of Australian Araneidae.
Rainbow był członkiem Entomological Society of London, Linnean Society of London, Société Entomologique de France i Linnean Society of New South Wales oraz zasiadał w radzie Royal Zoological Society of New South Wales. Był założycielem i prezydentem Naturalist Society of New South Wales, w którego radzie zasiadał do śmierci.